# Jacobus Marie Prange
Jacobus Marie Prange (Soerabaja, 8 juni 1904 - Den Haag, 9 januari 1972) was een Nederlands graficus en kunstcriticus.
Prange, door zijn vrienden Ko genoemd, maar in de publiciteit gewoonlijk met zijn voorletters aangeduid, maakte etsen en litho's. Zijn werk was vaak somber en onheilspellend van toon. 

Van 1943 tot 1946 was Prange leraar aan de Rotterdamse academie.
Als kunstcriticus werkte Prange, op uitnodiging van Simon Carmiggelt, voor Het Parool. Voor de Tweede Wereldoorlog raakten de twee bevriend, maar tijdens de oorlog en de periode van het docentschap aan de academie verloren zij elkaar uit het oog. Na de oorlog vroeg Carmiggelt hem terug als criticus voor Het Parool. In zijn geschriften stelde hij zich uiterst kritisch op ten opzichte van de moderne (abstracte) kunst.
In 1957 verscheen zijn kunstkritische werk De God Hai-Hai en rabarber: Met het kapmes door de jungle der Moderne Kunst, waarin hij opnieuw fel tekeerging tegen de moderne kunst en het beleid van musea op dat gebied, met name het Amsterdamse Stedelijk Museum.
Hij werkte ook onder de pseudoniemen S. Gaetano en Jan Rap.